# 本因坊秀甫
本因坊 秀甫（ほんいんぼう しゅうほ、天保9年（1838年） - 明治19年（1886年）10月14日）は江戸時代から明治にかけての囲碁棋士。本名は村瀬秀甫（むらせしゅうほ）。生国は江戸。本因坊丈策、秀和門下、八段準名人、十八世本因坊。法名は日寿。
奔放な棋風で知られる。江戸幕府の庇護がなくなった明治期に囲碁結社方円社を主宰して囲碁界を支え、さらに西欧にまで広める端緒をつくった。著書に『方円新法』など。2007年に囲碁殿堂入り。秀甫の養子の村瀬彪は棋士にならず、第一銀行に勤務した。

## 生涯

### 坊門時代
江戸の上野車坂下の、本因坊道場の隣家の貧しい大工の家に生まれる。幼名彌吉。弘化3年(1846年)8歳で本因坊丈策に入門。前述の家庭事情もあり、謝礼金を払えないこともあったという。そのためか内弟子になってからは家事万端よく働き、朝は一番に起きて夜は遅くまで碁の勉強に励んだという。11歳で初段。14歳の時に内弟子となる。
嘉永7年(1854年)17歳で四段となり、この年に本因坊塾頭の岸本左一郎帰郷により、代わって塾頭を勤める。安政2年、秀和の美濃、京、大阪への旅行に随伴し、五段格を与えられる。万延元年(1860年)村瀬秀甫と改名。 
文久元年(1861年)六段、剃髪して御城碁に備えるが、翌年から御城碁は行われなくなり、出仕する機会を得なかった。兄弟子である秀策と十番碁を打ち（先）、6勝3敗1ジゴとする。この頃、秀策と秀甫は坊門の竜虎、碁界の圭玉と称された。文久2年に秀策が死去し、門下実力第一の秀甫が後継と見られていたが、文久3年に本因坊丈和未亡人・勢子の抗議により秀和の長男で14歳の秀悦が跡目とされる。この年に吉田半十郎と十番碁がある（半十郎二子）。元治元年(1864年)に井上松本因碩と争碁で3連勝し、七段昇段。御城碁への参加資格を得るが、この年から幕末動乱のため御城碁は中止となった。跡目の道を絶たれ、望みを失くした秀甫は越後方面に遊歴に出て、江戸には不在であることが多くなった。その中で慶応4年(1868年)には秀和との手合を先相先に進める。
明治4年(1871年)帰京して秀和と先相先で8局対局し、秀甫の5勝3敗となる。10月に秀和に従い名古屋に赴く。明治5年、林秀栄とともに美濃、尾張、伊勢、大阪を遊歴する。秀和は明治6年に没し、秀悦が15世本因坊を継ぐ。

### 方円社時代
明治12年(1879年)、中川亀三郎が本因坊秀悦、安井算英、井上因碩、林秀栄らとともに研究会方円社発足を計画し、秀甫はその要請に従って越後より帰京してこれに参加、社長となる。方円社が毎月発行した「囲棋新報」に掲載される棋譜には秀甫の評が付けられた。
方円社では各家元が脱退して独自の免状を発行するようになり、明治13年に段位制から級位制に移行していたが、この時期秀甫は他の棋士を先以下に打ち込んでおり、明治14年(1881年)に方円社全員の推薦により2級（八段）へ進んだ。その後には水谷縫治がただ一人秀甫に先相先に進むが、明治17年(1884年)に夭逝した。
またドイツ人の東京帝国大学教授オスカー・コルセルトに碁の指南をし、西洋へ碁を広めるきっかけを作った。
明治15年(1882年)に著書『方円新法』を方円社にて発行。1884年 - 1885年（明治17、18年）ごろに名人に推されたが、きっぱり拒絶した。
明治17年(1884年)から五段の本因坊秀栄と十番碁を開始（秀栄先）。明治19年(1886年)に秀栄は秀甫の八段を正式に認めて、同時に本因坊を秀甫に譲り、秀甫は18世本因坊秀甫となる。また秀甫は秀栄に七段を贈った。秀栄との十番碁は8月6日に最終局を打って、5勝5敗と打ち分けに終わった。しかしこの最終局が秀甫の絶局となり、10月14日没する。本因坊在位はわずか2ヶ月、「本因坊秀甫」の名で打ったのは、対秀栄十番碁最終局のただ一局のみであった。

## 評価
秀甫は中江兆民『一年有半』で「近代非凡人三十一人」に数えられるほどの名声を得ていたが、道策・秀和・秀策・秀栄といった史上の大名人たちに比べると知名度は低く、時の第一人者でありながらその生涯は決して恵まれたものではなかった。しかしよき師とライバルに恵まれ、彼らとの対戦成績も劣ってはいない。明治4年頃に師の秀和は「いま秀策が存命しているとして秀甫と打ったなら、秀策もうまくいかないのではないか」と語ったと伝えられている。
現代碁界でも石田章など、秀甫をこれら大名人の列に連なる実力者と見る者は少なくない。藤沢秀行の「秀行」という名前は、少年時代から心酔していた秀甫に由来するという。